# Jean-Baptiste Huet
Pour les articles homonymes, voir Huet.
Jean-Baptiste Huet est un peintre français, né à Paris le 15 octobre 1745 et mort dans la même ville le 27 août 1811.

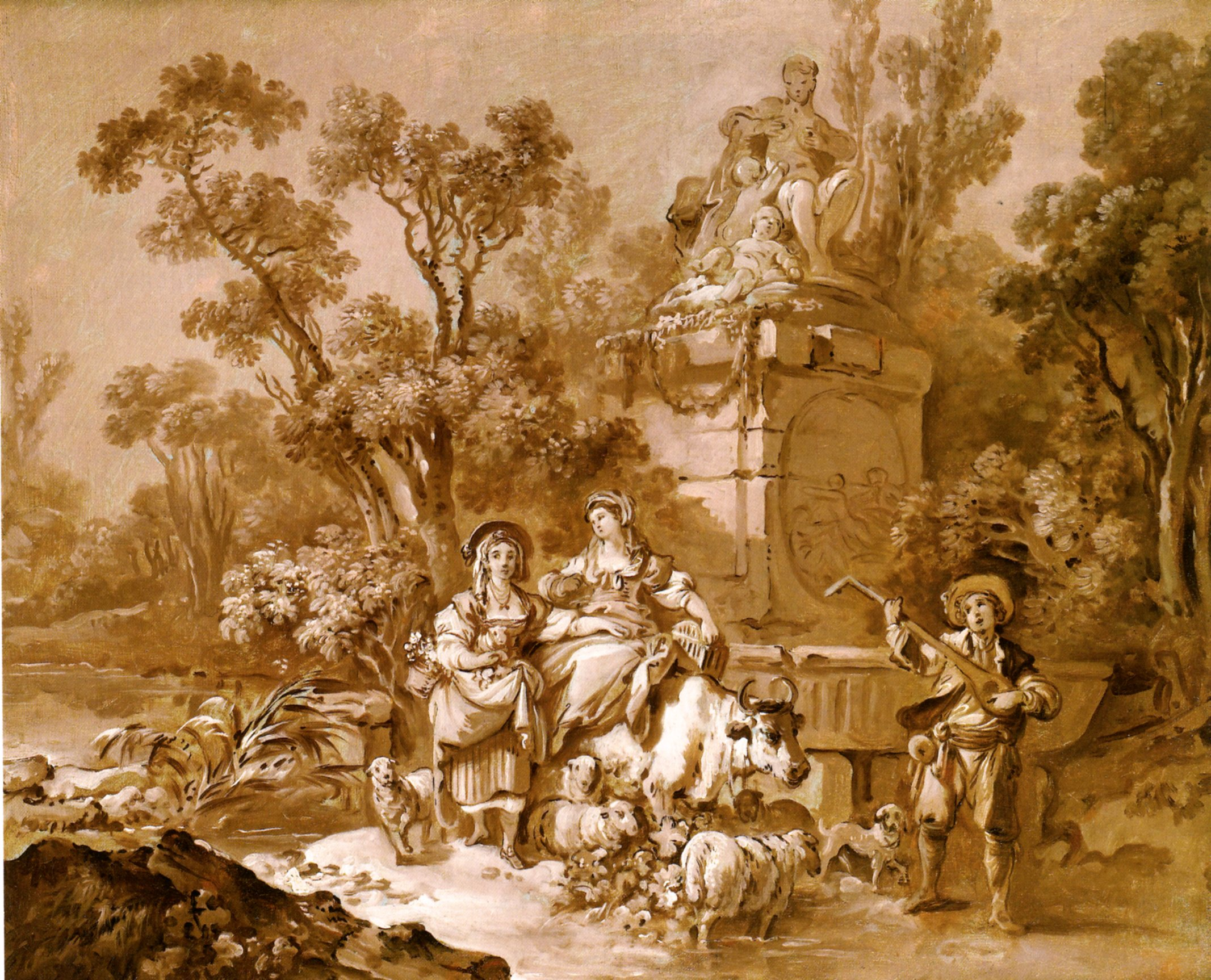
Jeune Couple dansant dans une forêt, huile sur toile en camaïeu, collection privée.

## Biographie
Fils de Nicolas Huet, peintre du garde-meuble du roi, Jean-Baptiste Huet fait son apprentissage auprès de Charles Dagommer (vers 1700 - vers 1768), membre de l'Académie de Saint-Luc. Il est ensuite agréé à l'Académie le 30 juillet 1768 et reçu académicien le 29 juillet 1769 comme peintre d'animaux avec une scène figurant « Un dogue se jetant sur des oies » (Paris, musée du Louvre). 
Il suit alors les conseils de Jean-Baptiste Le Prince à partir de 1769, et entre dans la mouvance des peintres de style rococo. Il expose régulièrement au Salon jusqu'en 1789, très encouragé par la critique. Son goût pour la gravure le lie alors très tôt avec Gilles Demarteau, lequel gravera nombre des œuvres de Huet, participant ainsi à la diffusion des compositions du peintre animalier.

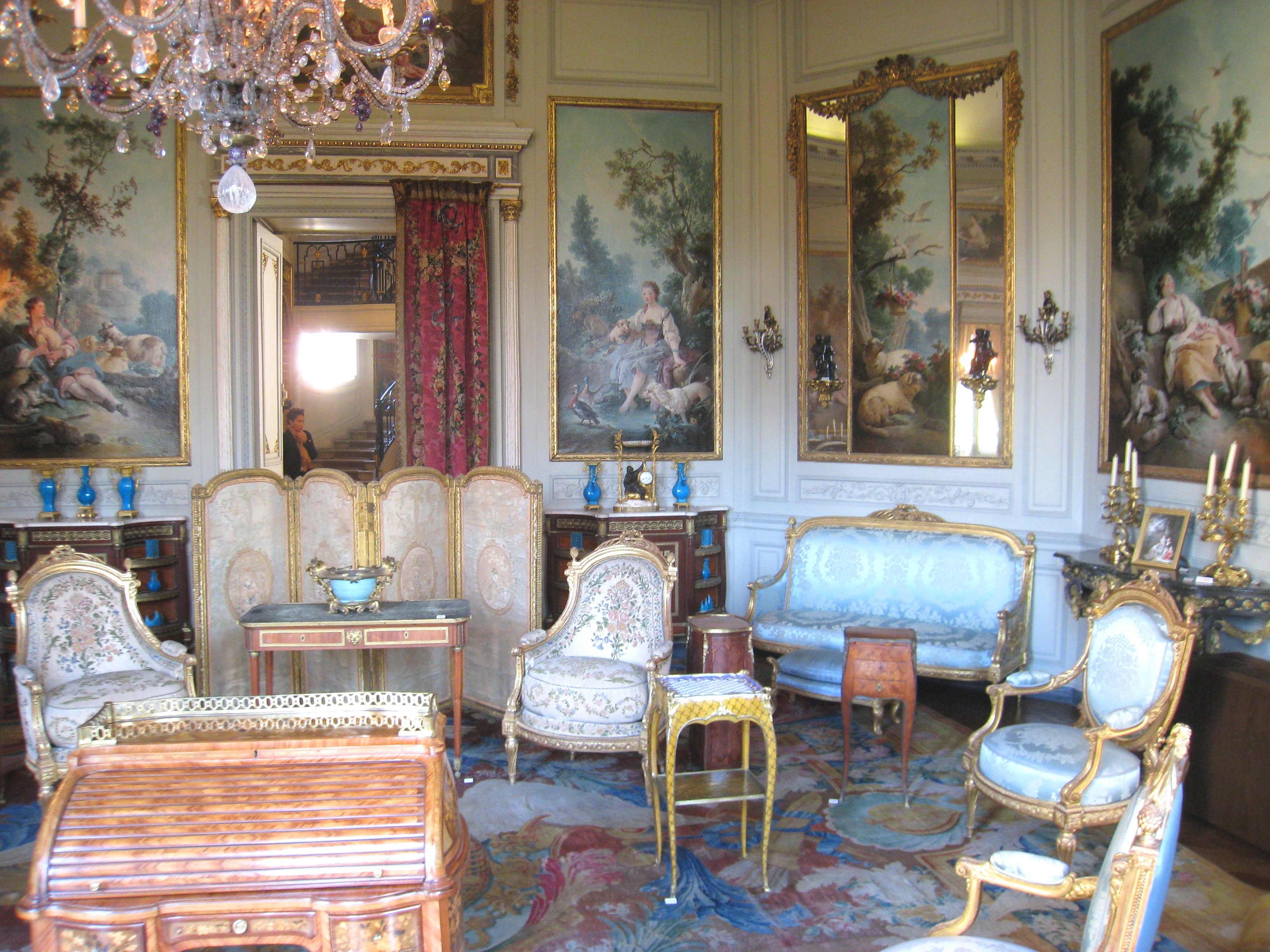
Salon des Huet au Musée Nissim-de-Camondo, Paris.

## Le peintre

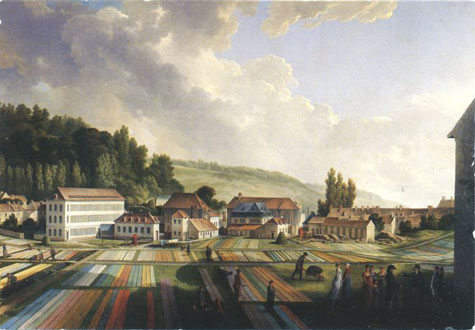
Peinture représentant la manufacture de Jouy-en-Josas, peint en 1807 par Jean-Baptiste Huet.

Il a excellé dans les scènes pastorales et légères, les bergeries qui attestent de la filiation de son style avec celui de François Boucher. Il travailla ainsi pour la manufacture de toiles de Jouy dirigée par Oberkampf en fournissant diverses saynètes destinées à être imprimées sur des toiles de coton. On peut en voir de nombreux exemples au Detroit Institute of Arts, au musée des Arts décoratifs (Paris), au Victoria and Albert Museum et au Metropolitan Museum of Art.
Ses œuvres servirent également comme cartons de tapisserie à la manufacture de Beauvais. Le Musée Nissim-de-Camondo en conserve aujourd'hui un exemple. 
Vers 1790, Huet est chargé de la réorganisation de la manufacture de Beauvais et des Gobelins.

## Principales œuvres
- Un dogue se jetant sur des oies, 1769, Louvre
- Vignettes pour les Fables et les Contes de La Fontaine (1765-1775)
- Vignettes pour le Voyage pittoresque de Choiseul-Gouffier (1787)
- Cartons pour la manufacture de Beauvais (tenture des Pastorales, l'Escarpolette, 1780, Louvre)
- Tentures du musée Galliera : l'Aérostat dans le parc du château (Paris, musée des Arts décoratifs).
- La Bouquetière (Musée Cognacq-Jay, Paris)
- Les Attributs champêtres (1777, musée de Lyon)
- Le Pâturage (1783, musée de Nantes)
- Paysanne et son Âne traversant un pont (1775, musée du Louvre)
- Paysanne lavant près d'un pont (id., musée du Louvre)
- Un berger et sa famille traversant avec leur troupeau une rivière, daté an XI (1803) coll Alexandre de Bothuri
- Étude de trois saules, pierre noire et lavis d'encre de Chine sur papier beige. H. 0,187 ; L. 0,303 m[4]. Datée de 1796, cette feuille est signée de la main de l'artiste. Sur un fond laissé vierge, l'artiste a représenté à l'encre de Chine trois saules blancs dont les houppiers ont été taillés. La forme des troncs est irrégulière et tourmentée. Traités avec une grande économie de moyen, à l'encre noire, tantôt au trait, tantôt au lavis, la matière et le volume de ces trois arbres sont rendus par des contrastes puissants, conférant à ce motif une certaine monumentalité[5].

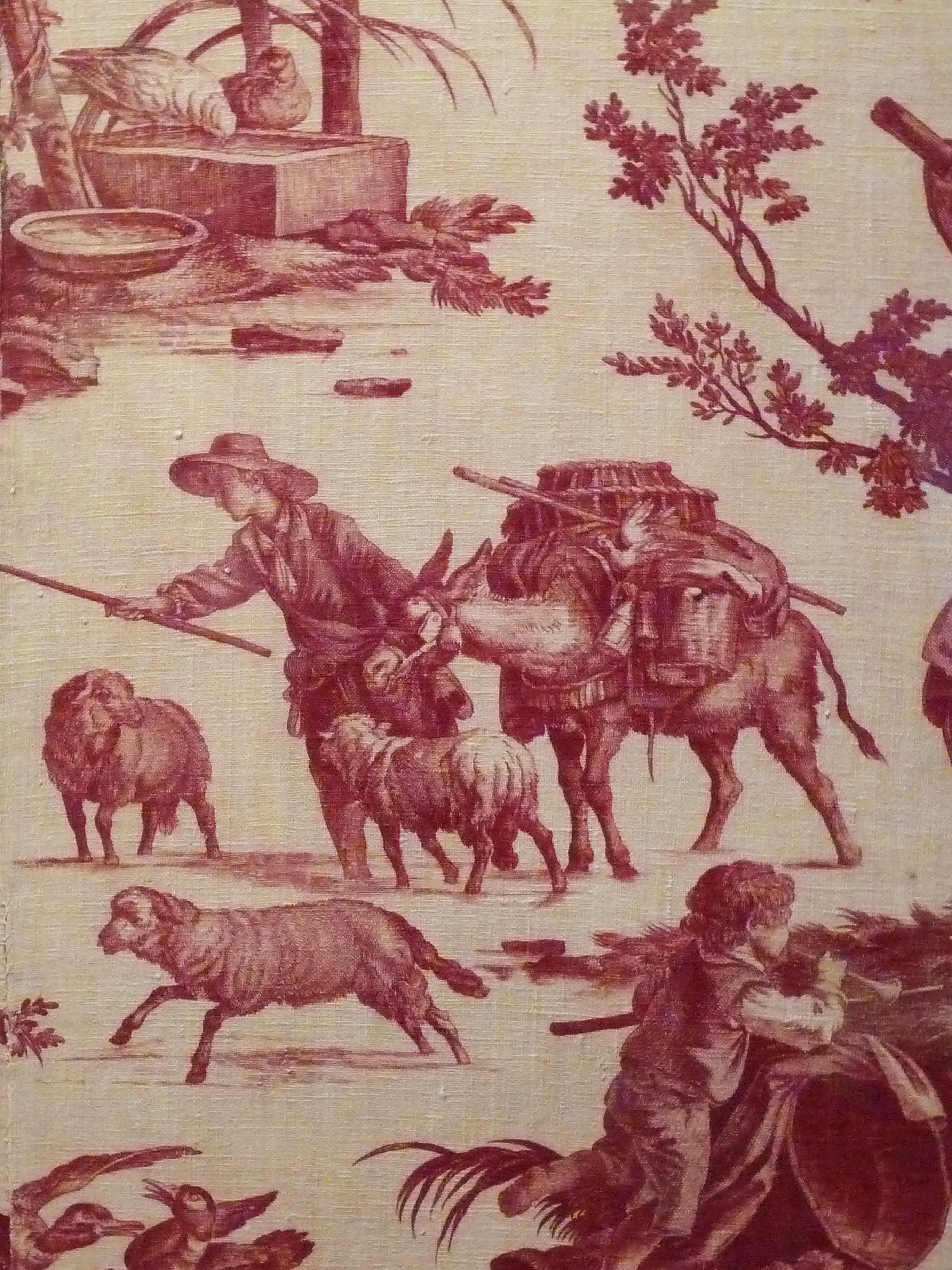
Les Occupations de la ferme, toile de Jouy, Musée de l'impression sur étoffes.
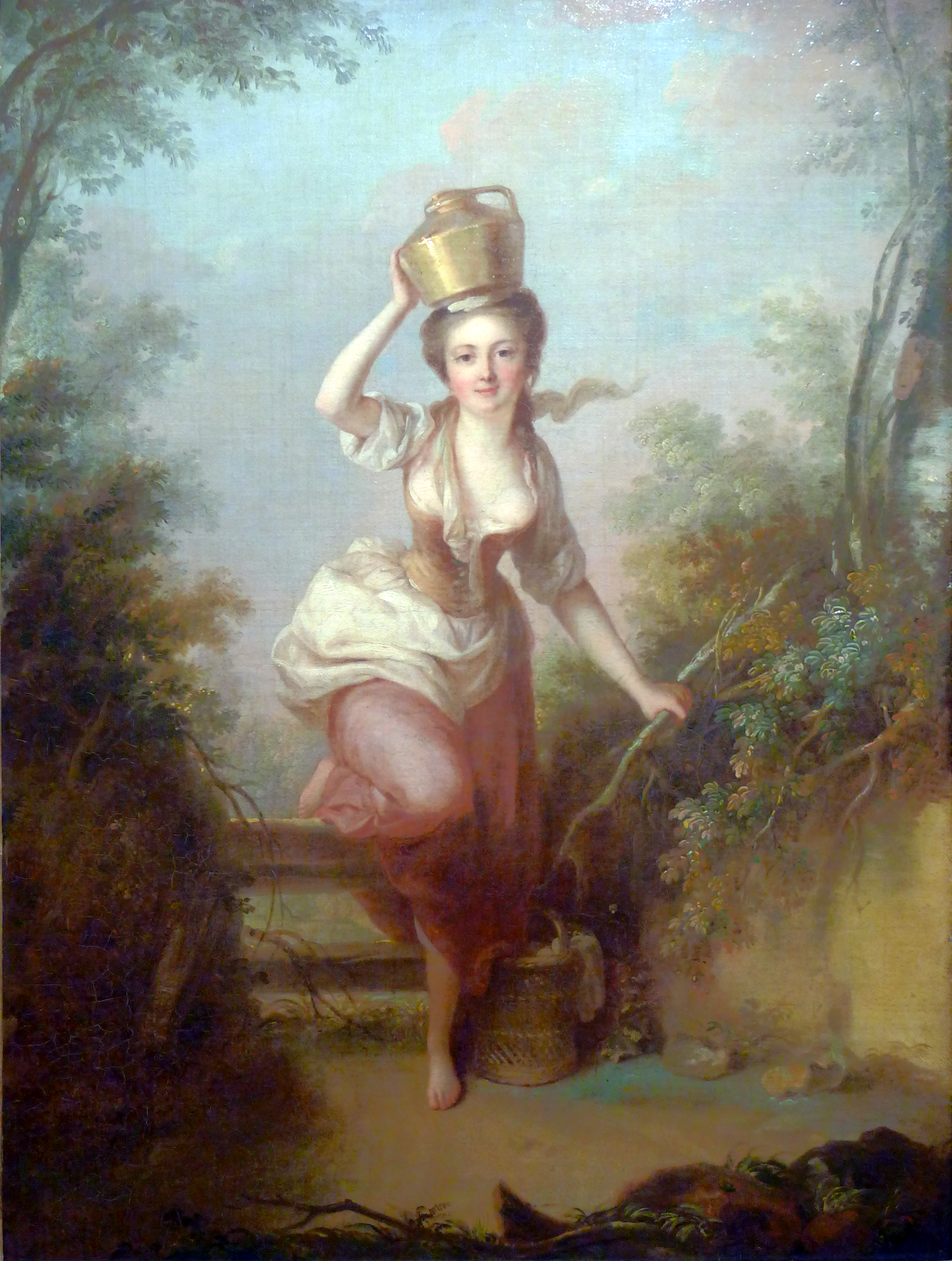
La Laitière - Musée Cognacq-Jay, Paris.

## Œuvre gravé
Les tableaux de Jean-Baptiste Huet ont été gravés par Gilles Demarteau, Demeuse l'Aîné, Antoine Duruisseau.